# Билинний
Били́нний (рос. Былинный) — селище у складі Оренбурзького району Оренбурзької області, Росія.

## Населення
Населення — 257 осіб (2010; 331 у 2002).
Національний склад (станом на 2002 рік):
- казахи — 93 %